# Als ik Kan
Als ik Kan was een vereniging van beeldende kunstenaars in de Belgische stad Antwerpen, actief van 1883 tot 1952.

## Historiek
De vereniging werd opgericht op 25 oktober 1883 onder de naam Union Artistique des Jeunes. Spoedig zou de kenspreuk Als ik Kan ook de naam worden waaronder de vereniging bekend werd. Het doel van de stichters was vooral het creëren van tentoonstellingsmogelijkheden voor de leden, meestal jonge Antwerpse kunstenaars, die nog niet in het lokale officiële kunstcircuit waren opgenomen. Echte avant-gardisten waren nooit te vinden bij Als ik Kan, uitgezonderd Henry Van de Velde, die dan ook maar heel kort lid was en dit achteraf zo veel mogelijk negeerde.
Vooral in de beginperiode werden er tal van tentoonstellingen opgezet. Deze vonden niet enkel in Antwerpen plaats, maar ook in Nederland en Duitsland. De 25ste tentoonstelling was in 1891 en vond plaats in het Oud Museum in de Venusstraat. De expo's daarvoor vonden plaats in Zaal Verlat.
Latere tentoonstellingen vonden plaats in onder andere Zaal Buyle (De Salle Buyle), de Salle Forst, de Zaal Breckpot en de Stadsfeestzaal. In 1905 waren vond de 50ste groepstentoonstelling plaats.
Daarna viel het aantal tentoonstellingen terug. De 79ste tentoonstelling in 1952 was tevens de laatste. Op dat ogenblik telde het collectief nog negen leden en werd het ontbonden.

## Leden
Tot de stichters (op 25 oktober 1883) behoorden: F. Adriaeenssens, Charles Boland, Léon Brunin, Edward Chappel, Prosper De Wit, Fritz Hanno, Jan-Willem Rosier, Henry Rul, Henry Van de Velde.
Binnen het jaar werden volgende kunstenaars ook lid: Charles Mertens, A. Sils, Paul Gorge, H. Timmermans, L. Boschmans, Castel Ebert, Henry Luyten, J. Van Snick, W. Albracht, J. Bos, A. Halberstadt, Laura Ringelé, Hermina Laukota, Laure Blood, L. Delehaye, A. Delgoffe en Alfons Van Beurden.
Tussen 1885 en 1891 sloten nog meer kunstenaars aan: Rosa Leigh, F. Brandt, P. Rink, Henri De Smeth, Evert Pieters, Piet Van Engelen, Jef Van de Roye, Aloïs Boudry, Ch. Berckmans, F. Proost, Romain Steppe, Eugène Joors, J. De Pooter, J. Van Leemputten, P. Wild, J. Du Jardin, E. Verbrugge, Louis Van Engelen, Alfons Baggen, Henry Kokken, Evert Larock, C. Nys, R. Atkinson, Richard Baseleer, B. Koldewey, A. Pierre, F. Van Caillie, G. Van der Heyden, Victor Hageman en Oscar Halle.
Met uitzondering van Van de Velde waren dit allemaal heel traditioneel werkende kunstenaars. Daardoor bleef Als ik Kan steeds een lokaal karakter behouden. De komst van de groep Kunst van Heden in Antwerpen zou daar mettertijd een alternatief tegen bieden. De laatste decennia waren een te lang gerekt overleven: een bestaan overeind gehouden door enkele kunstenaars die van het verleden geen afscheid konden nemen.
De leden ten tijde van de laatste tentoonstelling in 1952 waren de schilders Ernest Albert, Jan De Graaf, Emiel Gastemans,  Felix Gogo, John Michaux, Albert Saverys, Alphonse Van Beurden en beeldhouwers Arthur Dupon en Ernest Wijnants. De volgende schilders stelden toen ook tentoon ondanks dat ze geen lid waren: Robert Buyle, Leo Bervoets, Jules De Bruycker en Alex Wouters. De voorzitter was Léopold (Pol) Verswijver.

## Trivia
- In 1886 schilderde Henry Luyten een groepsportret van de leden (Een vergadering bij "Als ik Kan" in 1885).
- "Als ik kan" was het devies van de middeleeuwse Vlaamse schilder Jan van Eyck. Hij signeerde zijn werk hiermee of verwerkte het in de lijst.